# Српски Милетић
Српски Милетић (мађ. Szerbmilitics) је село у општини Оџаци, у Западнобачком округу, у Србији.

## Историја
Српски Милетић се први пут под тим именом помиње 1786. године. У мађарским записима село се назива Rácz-Militics или Militics, а у немачким Milititsch или Berauersheim. Године 1733. у Рац Милетићу има 160 домова а православни свештеници су: Адам Ћосић, Василије Милетић, Василије Јовановић, Петар Лукић и Василије Сабадуш. Насеље Српски Милетић се везује за сеобу Срба. Срби који су дошли на просторе данашњег Милетића бавили су се сточарством и земљорадњом. Село је добило име по имућном човеку Милети (или породици Милетић), који је касније био и управитељ села.
Царица Марија Терезија је, већ започету, колонизацију становништва из западних крајева Хабзбуршке монархије у слабо насељену Војводину интензивирала у огромној размери. Стотине хиљада људи предвиђено је за пресељење. Придошли Немци су већином били из Шварцвалда, а мањи део је дошао из Палатината и Бадена. Било је и оних који су дошли и из Мајнца, Трира, Лорене, Сара и Хохензолена. Немци су били уписани у црквеним књигама Оџака и пре колонизације. Уз то, развојачењем дела Војне границе поставило се питање решавања статуса великог броја милитара са њиховим породицама. У овом политичко-економско-социјалном, конфесионалном и демографском оквиру одиграло се насељавање пустаре Милетић и Овсеница Србима из прекодунавских крајева 1745. године. Са доста квалитетних ораница и лепим пашњацима Српски Милетић развијало се налик суседним насељима сличне судбине: прве три године ослобођени феудалних и државних давања, а затим до 1770. године обавезе су узимане према Трауновом урбару и ерарским прописима.
Православни храм Св. апостола и јеванђелиста Матеја саграђен је 1750. године, а 1754. године је освећен. Иконостас је обновљен 1890. године захваљујући Стевану Грађанском, тадашњем председнику црквене општине. Колаудација и освећење оправљене богомоље обављено је 1892. године. Браћа Стеван и Димитрије Грађански су у то време држали фабрику кудеље у месту, и бавили су се хуманитарним радом. Та кудељара је радила и 1940. године, када су јој били хитно потребни ужарски помоћници. Покренуо је Стеван као саборски посланик, 1891. године на нивоу митрополије Карловачке "Фонд за помагање сиромашних школа и општина", оснивачким прилогом од 100 ф. За Фонд Св. Саве доделио је још 100 ф., а истакао се и 1899. године прилогом од 100 ф. за зидање православне цркве у Сантову. Земљорадња и сточарство су била главна занимања становништва што је чинило окосницу економског потенцијала Монархије очекивану са овог некадашњег предијума, сада коморског добра.
Године 1808. у месту је православни парох поп Василије Стефановић а учитељ Прокопије Јокић.
У време цара Јосифа, наследника царице Марије Терезије у Српски Милетић је досељено још Немаца. Временом је дошло до потпуног губљења српске популације. По извештају из 1818. године у месту доминирају католици са 1766 душа, православних је дупло мање - 800, док је само четири Јевреја. Број Немаца у Српском Милетићу је нагло порастао 1820. године број Немаца је био 1898, а 1836. године 2216. Године 1936. Милетић је чисто немачко село са 765 кућа и 3837 становника. Ипак, насеље је кроз векове сачувало име Српски Милетић. Захтев за изградњу католичке цркве је поднет 1810. године, али је изградња одложена до 1816. године. Црква је завршена 1824. године. Огранак Културбунда је основан 1926. године. Организација је интензивно учествовала у свим областима културе. Омладина је учила немачке народне песме, позоришне представе и други културни догађаји су били на немачком језику, јер је циљ био одржање матерњег језика и оживљавање националне свести.
Након пораза Немачке у Другом светском рату Немци из Српском Милетића су расељени. Године 1946. у село су досељени људи из Лесковца и његове околине.
Овде се налазе црква Светог апостола и јеванђелисте Матеје у Српском Милетићу, Српски Милетић (слатинско станиште) и ФК Задругар Српски Милетић.

## Демографија
Према попису из 2022. било је 2486 становника (према попису из 2002. било је 3538 становника). У насељу има 1100 домаћинства, а просечан број чланова по домаћинству је 2,79.
У насељу Српски Милетић 2002. живело је 2878 пунолетних становника, а просечна старост становништва износила је 40,2 година (38,9 код мушкараца и 41,4 код жена). Ово насеље је великим делом насељено Србима (према попису из 2002. године), а у последња четири пописа примећен је пад у броју становника.
|  |

| Демографија | Демографија | Демографија |
| Година      | Становника  | Становника  |
| ----------- | ----------- | ----------- |
| 1948.       | 4.089       |             |
| 1953.       | 4.000       |             |
| 1961.       | 4.453       |             |
| 1971.       | 3.839       |             |
| 1981.       | 3.764       |             |
| 1991.       | 3.663       | 3.592       |
| 2002.       | 3.538       | 3.675       |
| 2011.       | 3.038       | 3.173       |

| Етнички састав према попису из 2002.‍ | Етнички састав према попису из 2002.‍ | Етнички састав према попису из 2002.‍ | Етнички састав према попису из 2002.‍ | Етнички састав према попису из 2002.‍ |
| ------------------------------------ | ------------------------------------ | ------------------------------------ | ------------------------------------ | ------------------------------------ |
|                                      |                                      |                                      |                                      |                                      |
| Срби                                 | Срби                                 |                                      | 3.240                                | 91,57%                               |
| Црногорци                            | Црногорци                            |                                      | 52                                   | 1,46%                                |
| Југословени                          | Југословени                          |                                      | 45                                   | 1,27%                                |
| Хрвати                               | Хрвати                               |                                      | 22                                   | 0,62%                                |
| Мађари                               | Мађари                               |                                      | 20                                   | 0,56%                                |
| Роми                                 | Роми                                 |                                      | 16                                   | 0,45%                                |
| Македонци                            | Македонци                            |                                      | 10                                   | 0,28%                                |
| Словаци                              | Словаци                              |                                      | 5                                    | 0,14%                                |
| Словенци                             | Словенци                             |                                      | 4                                    | 0,11%                                |
| Немци                                | Немци                                |                                      | 3                                    | 0,08%                                |
| Русини                               | Русини                               |                                      | 2                                    | 0,05%                                |
| Румуни                               | Румуни                               |                                      | 2                                    | 0,05%                                |
| Украјинци                            | Украјинци                            |                                      | 1                                    | 0,02%                                |
| Муслимани                            | Муслимани                            |                                      | 1                                    | 0,02%                                |
| непознато                            | непознато                            |                                      | 25                                   | 0,70%                                |

| Година пописа     | 1948. | 1953. | 1961. | 1971. | 1981. | 1991. | 2002. |
| ----------------- | ----- | ----- | ----- | ----- | ----- | ----- | ----- |
| Број домаћинстава | 821   | 819   | 1.127 | 1.098 | 1.124 | 1.144 | 1.163 |

| Број чланова      | 1   | 2   | 3   | 4   | 5  | 6  | 7  | 8 | 9 | 10 и више | Просек |
| ----------------- | --- | --- | --- | --- | -- | -- | -- | - | - | --------- | ------ |
| Број домаћинстава | 213 | 283 | 215 | 270 | 97 | 62 | 14 | 4 | 4 | 1         | 3,04   |

| Пол    | Укупно | Неожењен/Неудата | Ожењен/Удата | Удовац/Удовица | Разведен/Разведена | Непознато |
| ------ | ------ | ---------------- | ------------ | -------------- | ------------------ | --------- |
| Мушки  | 1.477  | 447              | 894          | 77             | 57                 | 2         |
| Женски | 1.542  | 311              | 906          | 271            | 50                 | 4         |
| УКУПНО | 3.019  | 758              | 1.800        | 348            | 107                | 6         |

| Пол    | Укупно                    | Пољопривреда, лов и шумарство | Рибарство                            | Вађење руде и камена | Прерађивачка индустрија       |
| ------ | ------------------------- | ----------------------------- | ------------------------------------ | -------------------- | ----------------------------- |
| Мушки  | 680                       | 273                           | 15                                   | 0                    | 152                           |
| Женски | 348                       | 54                            | 1                                    | 0                    | 116                           |
| УКУПНО | 1.028                     | 327                           | 16                                   | 0                    | 268                           |
| Пол    | Производња и снабдевање   | Грађевинарство                | Трговина                             | Хотели и ресторани   | Саобраћај, складиштење и везе |
| Мушки  | 3                         | 33                            | 63                                   | 14                   | 43                            |
| Женски | 1                         | 3                             | 66                                   | 11                   | 6                             |
| УКУПНО | 4                         | 36                            | 129                                  | 25                   | 49                            |
| Пол    | Финансијско посредовање   | Некретнине                    | Државна управа и одбрана             | Образовање           | Здравствени и социјални рад   |
| Мушки  | 4                         | 3                             | 31                                   | 10                   | 3                             |
| Женски | 4                         | 3                             | 9                                    | 26                   | 34                            |
| УКУПНО | 8                         | 6                             | 40                                   | 36                   | 37                            |
| Пол    | Остале услужне активности | Приватна домаћинства          | Екстериторијалне организације и тела | Непознато            | Непознато                     |
| Мушки  | 5                         | 0                             | 0                                    | 28                   | 28                            |
| Женски | 3                         | 0                             | 0                                    | 11                   | 11                            |
| УКУПНО | 8                         | 0                             | 0                                    | 39                   | 39                            |

## Галерија
- Католичка црква
- Средиште Српског Милетића